# Stine Brun Kjeldaas
Stine Brun Kjeldaas (* 23. April 1975 in Kongsberg) ist eine ehemalige norwegische Snowboarderin.

## Werdegang
Kjeldaas, die für den Kongsberg IF startete, begann bereits früh ihre Snowboardkarriere auf der Halfpipe. Bei der Snowboard-Weltmeisterschaft 1993 in Ischgl konnte sie hinter Martina Tschamer und Tricia Byrnes die Bronzemedaille gewinnen. Auch zwei Jahre später wiederholte sie diesen Erfolg bei der Snowboard-Weltmeisterschaft 1995 im Schweizer Davos. Bei der Snowboard-Weltmeisterschaft 1997 in Innichen wurde sie überraschend nur 13. und blieb so nach 1993 und 1995 hinter den Erwartungen zurück.
Am 16. Februar 1997 startete sie erstmals im Snowboard-Weltcup der FIS und konnte bereits ihren ersten Weltcup im japanischen Kanbayashi gewinnen. Auch in den folgenden Weltcups konnte sie bis auf den Wettbewerb im österreichischen Hintertux, wo sie am Ende Zehnte wurde, immer aufs Podest springen.
Bei den Olympischen Winterspielen 1998 in Nagano konnte sie auf der Halfpipe hinter der deutschen Nicola Thost und vor der US-Amerikanerin Shannon Dunn-Downing die Silbermedaille gewinnen.
Bei der Snowboard-Weltmeisterschaft 2001 in Madonna di Campiglio gewann Kjeldaas Silber. Bei den Olympischen Winterspielen 2002 trat sie erneut an, kam jedoch über einen 13. Platz nicht hinaus.
2004 beendete Kjeldaas ihre aktive Karriere. Sie ist mit der niederländischen Snowboarderin Cheryl Maas verheiratet. Das Ehepaar hat zwei Kinder namens Lara und Mila.